# Jaime Hilario
Jaime Hilario (bürgerlich: Manuel Barbal i Cosán; * 2. Januar 1898 in Enviny, Provinz Lleida, Spanien; † 18. Januar 1937 in Tarragona) war ein spanischer Ordensmann und Märtyrer des Spanischen Bürgerkriegs. Er wird in der katholischen Kirche als Heiliger verehrt.
Manuel Barbal Cosan trat 1917 den Christlichen Schulbrüdern bei und nahm als Ordensnamen Jaime Hilario an. Danach wirkte er als beliebter und erfolgreicher Lehrer in verschiedenen Ordenszentren. Ab den 1930er Jahren musste er wegen der Verschlechterung seines Gehörs, an dem er seit seiner Kindheit litt, seine Lehrtätigkeiten aufgeben und als Gärtner in der Kommunität von Tarragona tätig sein.
Im Juni 1936 wurde Jaime Hilario während des Spanischen Bürgerkriegs wegen seiner Zugehörigkeit zu den Schulbrüdern verhaftet und im Januar 1937 nach seiner Verurteilung ermordet.
Er wurde von Papst Johannes Paul II. am 29. April 1990 selig- und 1999 heiliggesprochen.